# Calisto hysius
Calisto hysius är en fjärilsart som beskrevs av Jean Baptiste Godart 1823. Calisto hysius ingår i släktet Calisto och familjen praktfjärilar. Inga underarter finns listade i Catalogue of Life.